# Béatrice Stöckli
Béatrice Stöckli (fallecida el 9 de octubre de 2020) fue una misionera cristiana suiza. Fue asesinada en 2020 después de haber sido tomada como rehén por el grupo militante islámico Jama'at Nasr al-Islam wal Muslimin, una rama de Al-Qaeda en Mali.

## Biografía
Stöckli era originaria de Basilea. Trabajó como misionera cristiana protestante en Mali. Stöckli fue secuestrada en abril de 2012, tras trabajar en Mali durante diez años, por un grupo extremista islámico. Posteriormente fue puesta en libertad bajo las condición de que no regresara al país. Sin embargo, regresó y fue secuestrada nuevamente en 2016 por Jama'at Nasr al-Islam wal Muslimin, la rama oficial de Al-Qaeda en Mali, mientras trabajaba en Tombuctú. En julio de 2017 apareció en un video difundido por el grupo terrorista, con un pañuelo negro en la cabeza, y fue identificada como «Beatrice S».
El 9 de octubre de 2020, las autoridades francesas notificaron al gobierno federal suizo que un rehén suizo en Mali había sido asesinado por Jama'at Nasr al-Islam wal Muslimin. Su muerte fue confirmada por el Departamento Federal de Relaciones Exteriores de Suiza poco después. Ignazio Cassis, jefe del Departamento Federal de Relaciones Exteriores, emitió un comunicado en el que decía: «Con gran tristeza me enteré de la muerte de nuestra conciudadana. Condeno este acto cruel y expreso mi más sentido pésame a los familiares».
Sus restos mortales fueron recuperados en marzo de 2021.